# كاولاك (السنغال)
كاولاك (بالفرنسية: Kaolack)‏ هو أقليم في السنغال، بلغ عدد سكانه 1,066,375 نسمة، عاصمته كاولاك، تبلغ مساحته 5,357.0 كيلومتر مربع.

## الموقع
يشترك في الحدود مع:
- إقليم فاتيك
- أقليم كفرين.